# Bund der Gerechten
Der Bund der Gerechten, als Selbstbezeichnung auch Bund der Gerechtigkeit genannt, war ein Vorläufer und die Keimzelle der späteren sozialistischen und kommunistischen Parteien Europas und der Welt. 1836 ging er auf Initiative des Schneidergesellen und ersten deutschen Theoretikers des Kommunismus Wilhelm Weitling in Paris aus dem dort schon seit 1834 bestehenden Bund der Geächteten hervor. 1840 wurde seine Zentrale unter der Ägide von Karl Schapper nach London verlegt. Dort wurde der Bund 1847 unter dem Einfluss der neuen Mitglieder Karl Marx und Friedrich Engels in Bund der Kommunisten umbenannt.

## Geschichte
Der Bund der Gerechten setzte sich vor allem aus frühsozialistischen deutschen Emigranten in Frankreich zusammen und bekannte sich zum Ziel der „Befreiung Deutschlands von Unterdrückung“ und der „Entsklavung der Menschheit“.
Der Vorläufer des Bundes der Gerechten, der von Jacob Venedey geleitete Bund der Geächteten, war ein streng hierarchisch aufgebauter Geheimbund. Dominiert von Intellektuellen aus dem Kleinbürgertum, verwehrte er „einfacheren“ Mitgliedern, vor allem Handwerkergesellen und Arbeitern, ein Mitspracherecht an der Führung. Die damit unzufriedenen Arbeiter und Gesellen bauten zwischen 1836 und 1838 die neue, politisch deutlich radikalere Organisation des Bundes der Gerechten auf.

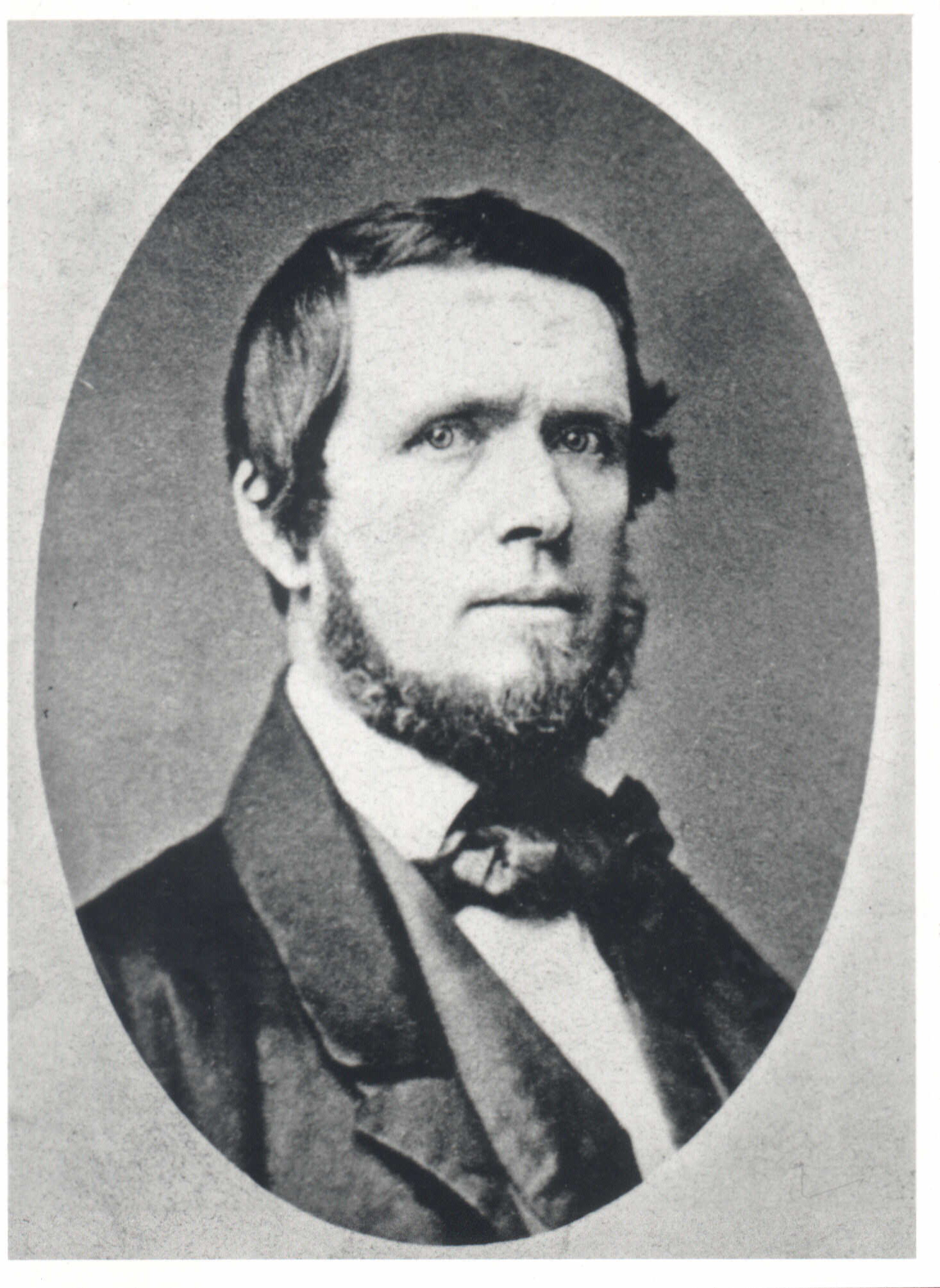
Wilhelm Weitling (1808–1871)

Eines der einflussreichsten Mitglieder und prägender Theoretiker des Bundes war der Schneidergeselle Wilhelm Weitling. Er propagierte nicht nur eine politische, sondern auch eine soziale Revolution im Sinne eines Umsturzes der herrschenden Eigentumsverhältnisse. Nur durch eine solche soziale Umwälzung könne das Proletariat befreit werden, wohingegen eine bloße politische Revolution lediglich die Änderung der staatlichen Verfassung bewirke. Mit seinen Thesen wandte sich Weitling vom humanitären Sozialismus der französischen Frühsozialisten ab, die beispielsweise die genossenschaftlichen Ideen von Saint-Simon und Charles Fourier vertraten. Weitling behauptete dagegen, die Interessen von Arbeiterschaft (vgl. Proletariat) und Bürgertum (vgl. Bourgeoisie) seien unvereinbar. Er sah eine der Aufgaben des Bundes der Gerechten darin, die Arbeiter politisch aufzuklären, damit sie selbständig für ihre eigenen Interessen kämpfen. Weitere bedeutende Mitglieder waren der Schuhmacher Heinrich Bauer und der frühere Student Karl Schapper.
Obwohl es dem Bund der Gerechten zeitweise gelang, einige Gruppen in den deutschen Staaten ins Leben zu rufen, blieb der Einfluss des Bundes eher gering. 1839 versuchte der Bund gemeinsam mit der von Auguste Blanqui geleiteten „Gesellschaft der Jahreszeiten“ einen Aufstand gegen die seit der Julirevolution 1830 in Frankreich regierende Monarchie unter Bürgerkönig Louis-Philippe zu organisieren. Nach dessen Scheitern wurde die Zentrale des Bundes noch 1839 von Paris nach London verlegt. Unter dem Einfluss von Karl Marx und Friedrich Engels wurde der Bund der Gerechten 1847 in „Bund der Kommunisten“ umbenannt.
Der zweite Kongress des Bundes der Kommunisten, der vom 29. November bis 8. Dezember 1847 mit Teilnehmern aus 30 Ortsgruppen aus Frankreich, den Niederlanden, Belgien, den Staaten des Deutschen Bundes, Schweden, der Schweiz, dem Vereinigten Königreich und den Vereinigten Staaten tagte, beauftragte Marx und Engels, Das Kommunistische Manifest zu verfassen.
Dieses Manifest wurde schließlich Ende Februar 1848 in London herausgegeben und europaweit verbreitet. Das Kommunistische Manifest beeinflusste zwar nicht die im selben Jahr ausgelösten bürgerlichen Revolutionen in Frankreich, Deutschland und anderen Staaten Europas, es bildete jedoch die programmatische Grundlage für das spätere Entstehen linksrevolutionärer sozialistischer und kommunistischer Parteien.